# Associazione Polisportiva Trani 1971-1972
Questa voce raccoglie le informazioni riguardanti l'Associazione Polisportiva Trani nelle competizioni ufficiali della stagione 1971-1972.

## Rosa
| N. |                   | Ruolo | Calciatore         |
| -- | ----------------- | ----- | ------------------ |
|    | Italia (bandiera) | A     | Camillo Baffi      |
|    | Italia (bandiera) |       | Baratta            |
|    | Italia (bandiera) |       | Bove               |
|    | Italia (bandiera) | A     | Francesco Chimenti |
|    | Italia (bandiera) | C     | Gianfranco Comola  |
|    | Italia (bandiera) | C     | Dante Croce        |
|    | Italia (bandiera) |       | Dell'Orco          |
|    | Italia (bandiera) |       | Di Toma            |
|    | Italia (bandiera) | A     | Renzo Favaron      |
|    | Italia (bandiera) |       | Lorusso            |
|    | Italia (bandiera) | P     | Angelo Paticchio   |

| N. |                   | Ruolo | Calciatore         |
| -- | ----------------- | ----- | ------------------ |
|    | Italia (bandiera) |       | Pellegrini         |
|    | Italia (bandiera) | P     | Alessandro Peluso  |
|    | Italia (bandiera) | D     | Leonardo Pignataro |
|    | Italia (bandiera) | C     | Franco Rosati      |
|    | Italia (bandiera) | C     | Pietro Schipa      |
|    | Italia (bandiera) | C     | Vincenzo Somma     |
|    | Italia (bandiera) | C     | Pantaleo Sorge     |
|    | Italia (bandiera) | D     | Luciano Tonin      |
|    | Italia (bandiera) | C     | Sebastiano Viterbo |
|    | Italia (bandiera) | C     | Sergio Zanello     |